# UFC 12
UFC 12: Judgement Day foi um evento de artes marciais mistas promovido pelo Ultimate Fighting Championship, ocorrido em 7 de fevereiro de 1997 no Dothan Civic Center, em Dothan, nos Estados Unidos. O evento foi transmitido ao vivo pelo pay per view nos Estados Unidos, e depois vendido em home video.

## Background
O UFC 12 foi o primeira evento do UFC a contar com divisões de peso; pesados (acima de 90kg) e leves (menos de 90kg) lutaram em dois mini torneios separados, cada um contando com duas semifinais e a luta final.
O evento também contou com a Superluta entre Dan Severn e Mark Coleman. A luta iria unificar o Cinturão de Superluta do UFC com o Campeão do Torneio do UFC e determinar o primeiro Campeão Peso Pesado do UFC. Mark Coleman foi uma substituição tardia de Don Frye, que ganhou a revanche com Severn após vencer o Ultimate Ultimate 1996, mas foi incapaz de participar do UFC 12 devido a lesões que havia sofrido no evento anterior. Frye nunca retornou ao UFC. "Judgement Day" também contou com duas lutas alternativas em caso de lesões no torneio.
O UFC 12 marcou a primeira aparição no UFC de Vitor Belfort, que ganhou o torneio de pesados e tinha apenas 19 anos de idade. O UFC 12 também marcou a primeira aparição do comentarista Joe Rogan, que fez entrevistas nos bastidores do evento e entrevistava os vencedores dos eventos principais.
Após ser removido de algumas operadoras de pay per view, e com uma pressão crescente de políticos como o senador John McCain, o UFC continuava com problemas para encontrar um local, e um estado, que seria sede do UFC 12. Foi anunciado primeiro que o UFC 12 seria em New York, que negou os direitos sancionados. Em seguida, foi anunciado que o UFC 12 seria em Oregon, que também baniu o evento. Finalmente, o UFC retornou ao Alabama, onde apareceu na pequena cidade de Dothan, localizada cerca de 200 milhas de Birmingham.
O UFC continuaria a fazer eventos no sul dos EUA (a não ser pelos ocasionais eventos no Japão e Brasil) até 2001, quando o UFC foi sancionado pela Comissão Atlética do Estado de Nova Jersey.

## Resultados
Nota 1 Pelo Cinturão Inaugural Peso Pesado do UFC.

Nota 2 Takahashi quebrou sua mão na luta, e foi substituído por Nick Sanzo na final.

## Chaves dos Torneios

### Peso-Leve
|  | Semifinal      | Semifinal         | Semifinal      |               |                | Final           | Final | Final |  |
|  |                |                   |                |               |                |                 |       |       |  |
|  | Estados Unidos | Jerry Bohlander   | FIN            |               |                |                 |       |       |  |
|  | Estados Unidos | Jerry Bohlander   | FIN            |               |                |                 |       |       |  |
|  | Estados Unidos | Rainy Martinez    | 1:18           |               |                |                 |       |       |  |
|  | Estados Unidos | Rainy Martinez    | 1:18           |               | Estados Unidos | Jerry Bohlander | FIN   |       |  |
|  |                |                   |                |               | Estados Unidos | Jerry Bohlander | FIN   |       |  |
|  |                |                   | Estados Unidos | Nick Sanzo[a] | 0:39           |                 |       |       |  |
|  | Japão          | Yoshiki Takahashi | Estados Unidos | Nick Sanzo[a] | 0:39           | DEC             |       |       |  |
|  | Japão          | Yoshiki Takahashi |                |               |                |                 |       |       |  |
|  | Brasil         | Wallid Ismail     | 15:00          |               |                |                 |       |       |  |

- a. ^  Takahashi quebrou sua mão na luta anterior e foi substituído por Nick Sanzo, que havia derrotado Jackie Lee nas preliminares.

### Peso-Pesado
|  | Semifinal      | Semifinal      | Semifinal |               |                | Final          | Final | Final |  |
|  |                |                |           |               |                |                |       |       |  |
|  | Estados Unidos | Scott Ferrozzo | TKO       |               |                |                |       |       |  |
|  | Estados Unidos | Scott Ferrozzo | TKO       |               |                |                |       |       |  |
|  | Estados Unidos | Jim Mullen     | 8:02      |               |                |                |       |       |  |
|  | Estados Unidos | Jim Mullen     | 8:02      |               | Estados Unidos | Scott Ferrozzo | 0:43  |       |  |
|  |                |                |           |               | Estados Unidos | Scott Ferrozzo | 0:43  |       |  |
|  |                |                | Brasil    | Vitor Belfort | TKO            |                |       |       |  |
|  | Brasil         | Vitor Belfort  | Brasil    | Vitor Belfort | TKO            | TKO            |       |       |  |
|  | Brasil         | Vitor Belfort  |           |               |                |                |       |       |  |
|  | Estados Unidos | Tra Telligman  | 1:17      |               |                |                |       |       |  |

## Ligações Externas
- Resultados no Sherdog
- Página do UFC
- Análise de Lutas do UFC 12